# 달빛선인장속
달빛선인장속(--仙人掌屬, 학명: Selenicereus 셀레니케레우스[*])은 선인장과의 속이다. 중앙아메리카, 카리브 제도, 남아메리카 북부에 분포하며, 나무, 바위, 땅에 서식하는 착생·암생 식물 등으로 이루어져 있다. 평평하거나 모난 줄기는 착생식물답게 기어오르는 성질이 있으며, 공기뿌리를 만들어낸다. 엽맥에는 가시가 있을 수도 없을 수도 있다. 밤에는 커다란 꽃이 피어나며, 나방이나 드물게는 박쥐가 수분한다. 꽃턱에는 작은 포엽, 털과 대개는 가시가 나있다. 과일에는 가시가 빽빽하게 나있다. 성숙한 식물은 수많은 흰색 꽃을 피워내며, 향이 굉장히 진하고 대부분의 종들은 하룻밤 동안에만 꽃을 피운다.
학명은 그리스 신화 속 달의 신 "셀레네(Σελήνη)"의 이름과 "초"를 의미하는 라틴어 "케레우스(cereus)"를 조합하여 밤에 피어나는 꽃을 의미하도록 하였다. 달빛선인장속 외에도 공작선인장속, 삼각주선인장속, Peniocereus속 등에 야간에 개화하는 선인장이 존재한다.
분자계통학적 연구가 이루어지면서, 과거에는 다른 속으로 여겨지던 삼각주선인장속(Hylocereus)이 달빛선인장속에 병합되었다.

## 하위 종
- 달빛선인장(S. grandiflorus (L.) Britton & Rose)
  - S. g. subsp. donkelaarii (Salm-Dyck) Ralf Bauer
  - S. g. subsp. hondurensis (K.Schum. ex Weing.) Ralf Bauer
  - S. g. subsp. lautneri Ralf Bauer
- 노란용과(S. megalanthus (K.Schum. ex Vaupel) Moran)
- 붉은용과(S. costaricensis (F.A.C.Weber) S.Arias & N.Korotkova)
- 삼각주선인장(S. triangularis (L.) D.R.Hunt)
- 흰용과(S. undatus (Haw.) D.R.Hunt)
- S. anthonyanus (Alexander) D.R.Hunt
- S. atropilosus Kimnach
- S. boeckmannii (Otto ex Salm-Dyck) Britton & Rose
- S. brevispinus Britton & Rose
- S. calcaratus (F.A.C.Weber) D.R.Hunt
- S. chontalensis (Alexander) Kimnach
- S. chrysocardium (Alexander) Kimnach
- S. coniflorus (Weing.) Britton & Rose
- S. donkelaarii (Salm-Dyck) Britton & Rose
- S. dorschianus Ralf Bauer
- S. escuintlensis (Kimnach) D.R.Hunt
- S. extensus (Salm-Dyck ex DC.) Leuenb.
- S. guatemalensis (Eichlam ex Weing.) D.R.Hunt
- S. hamatus (Scheidw.) Britton & Rose
- S. hondurensis (K.Schum.) Britton & Rose
- S. inermis (Otto) Britton & Rose
- S. macdonaldiae (Hook.) Britton & Rose
- S. maxonii Rose
- S. minutiflorus (Britton & Rose) D.R.Hunt
- S. mirandae Bravo
- S. monacanthus (Lem.) D.R.Hunt
- S. murrillii Britton & Rose
- S. nelsonii (Weing.) Britton & Rose
- S. ocamponis (Salm-Dyck) D.R.Hunt
- S. pteranthus (Link & Otto) Britton & Rose
- S. rubineus Kimnach
- S. setaceus (Salm-Dyck ex DC.) Werderm.
- S. spinulosus (DC.) Britton & Rose
- S. stenopterus (F.A.C.Weber) D.R.Hunt
- S. testudo (Karw. ex Zucc.) Buxb.
- S. tricae D.R.Hunt
- S. vagans (K.Brandegee) Britton & Rose
- S. validus S.Arias & U.Guzmán
- S. wercklei (F.A.C.Weber) Britton & Rose
- S. wittii (K.Schum.) G.D.Rowley

| 종                                                   | 설명 | 사진 |
| ---------------------------------------------------- | --- | ---- |
| Selenicereus anthonyanus (Alexander) D.R.Hunt        | 멕시코에서 자생한다. 줄기는 와 비슷하지만 더 덩굴같으며 짧은 가시가 나있다. 꽃의 직경은 12 cm, 길이는 10–15 cm에 달하고, 바깥의 내꽃덮이는 보라색, 안쪽의 내꽃덮이는 크림이다. |      |
| Selenicereus atropilosus                             | 멕시코에서 자생한다. 꽃의 직경은 12cm 정도이며 꽃턱에는 검은 털이 난다. 이 종은 Weberocereus속의 어떤 종들과 가깝다. |      |
| Selenicereus chrysocardium                           | 멕시코에서 자생한다. 줄기는 잎모양에 가까우며 너비는 최대 28 cm 에 달한다. 꽃의 직경은 32–38 cm, 길이는 23–30 cm 정도이며 꽃턱에는 가시가 빽빽하다. 이 종은 공작선인장속과 가깝다. |      |
| Selenicereus grandiflorus (L.) Britton & Rose        | 꽃턱에는 털이 빽빽하다. 세 아종이 존재한다: ssp. grandiflorus - 자메이카, 쿠바, 과테말라, 온두라스, 니카라과에 자생한다. 줄기에는 골이 많다. 꽃의 길이는 18cm에 달한다. ssp. donkelaarii - 멕시코에서 자생한다. 줄기의 두께는 1cm이며 골이 적고 짧은 가시는 줄기에 착 들러붙어있다. 꽃의 길이는 18cm에 달한다. ssp. hondurensis- 온두라스 자생? 줄기의 골에는 혹이 나있다. 꽃의 길이는 30–34 cm에 달한다. 아래의 이름 앞에 *이 표기된 종들은 서로 굉장히 가까우며 서로 동종이나 아종으로 분류하는 게 나을지도 모른다. |      |
| *Selenicereus boeckmannii                            | 쿠바, 아이티, 도미니카 공화국, 멕시코에서 자생한다. 꽃의 직경은 24–39 cm 에 이르며 S. pteranthus 와 가깝다. |      |
| *Selenicereus brevispinus                            | 쿠바에서 자생한다. 가시는 적고 길이는 1mm 정도다. 꽃의 직경은 25cm에 이른다. 가시가 짧은 S. grandiflorus 로 이해할 수 있다. |      |
| *Selenicereus coniflorus (Weing.) Britton & Rose     | 멕시코에서 자생한다. 줄기는 두껍고 대여섯개의 골이 파여있으며, 가시의 길이는 1.5cm, 꽃의 직경은 22-25cm 정도다. 가시가 긴 S. pteranthus 이나 골이 적은 S. grandiflorus으로 이해할 수 있다. |      |
| *Selenicereus hallensis                              | 콜롬비아 자생? 원예 업계에서만 알려져 있으며 S. macdonaldiae와 다른 종들의 잡종일 수 있다. |      |
| *Selenicereus urbanianus                             | 쿠바, 아이티, 도미니카 공화국에서 자생한다. 줄기에는 네다섯개의 골이 파여있으며, 꽃의 직경은 20–30 cm 정도다. |      |
| Selenicereus hamatus (Scheidw.) Britton & Rose       | 멕시코에서 자생한다. 줄기는 3-4개의 골이 나있고, with knobby projections, 거의 가시가 없다. 꽃의 길이는 20–25 cm 에 달하며, 꽃턱에는 검은 털이 나있다. |      |
| Selenicereus inermis                                 | 베네수엘라, 콜롬비아에서 자생한다. 줄기에는 2-5개의 골이 나있고, 거의 가시가 없다. 꽃의 길이는 15cm 정도이며 가시가 있고 털이 없다. 아래의 이름 앞에 *이 있는 종들은 아마 이 종의 동의어나 아종으로 분류하는 게 최선일지도 모른다: |      |
| *Selenicereus rubineus                               | 멕시코에서 자생한다. 줄기에는 4-5개의 골이 나있고, 꽃의 직경과 길이는 각각 18cm에 달하며, 내꽃덮이는 밑에서부터 선명한 붉은색을 띈다. |      |
| *Selenicereus wercklei                               | 코스타리카에서 자생한다. 줄기에는 6-12개의 얕은 홈이 나있다. 꽃의 직경은 15-16cm 정도이며 가시가 있고 털이 없다. |      |
| Selenicereus murrillii                               | 멕시코에서 자생한다. 줄기의 두께는 8mm에 불과하며 가시가 거의 없다. 꽃의 직경은 15cm에 달하며 가시가 나있고 털이 없다. S. spinulous, S. inermis (sensu lat.)와 밀접한 관련이 있다. |      |
| Selenicereus pteranthus (Link & Otto) Britton & Rose | 두 가지의 형태가 알려져 있다. f. macdonaldiae - 온두라스 자생? 줄기의 골에는 결절이 나있다. 꽃의 직경은 30–34 cm 정도이다. f. pteranthus - \|멕시코에서 발견된다. 줄기는 두껍고, 4-5-ribbed, 가시는 굉장히 짧다. 꽃의 직경은 25–30cm 정도이다. |      |
| Selenicereus spinulosus (DC.) Britton & Rose         | 멕시코 텍사스에서 발견된다. 줄기에는 작은 가시가 나있다. 꽃의 직경은 8–14cm정도이며, 꽃턱은 가시가 나있고 털이 없다. |      |
| Selenicereus vagans                                  | 멕시코에서 발견된다. 꽃의 직경은 15cm 정도이며, 꽃턱은 가시가 나있고 털이 없다. |      |
| *Selenicereus nelsonii                               | 멕시코에서 발견된다. 꽃의 직경은 20cm 정도이며, 꽃턱은 가시가 나있고 털이 없다. S. vagans와 같은 종일 수 있다. |      |
| Selenicereus validus                                 | 미초아칸 주에서 발견된다. 밤에 거대한 꽃을 피우며 밝은 홍색의 열매가 열린다. (Mesa Gardens 1244.5936) |      |